# Cherry Bombz
Cherry Bombz var ett powerpop-band som var aktivt i mitten av 1980-talet.

## Biografi
Cherry Bombz bildades 1986 ur resterna av det upplösta glamrockbandet Hanoi Rocks. Av de ordinarie Hanoi Rocks-medlemmarna spelade egentligen bara två i Cherry Bombz, nämligen gitarristerna Andy McCoy och Nasty Suicide. Basisten Timo Kaltio spelade bara ett par konserter med Hanoi Rocks och trummisen Terry Chimes medverkade endast under gruppens sista halvår. Kaltio ersattes dessutom snabbt av Dave Tregunna från Sham 69 och Lords of the New Church. Den sista länken var sångerskan Anita Chellemah.
På pappret såg gruppen ut att kunna slå igenom ordentligt. Med medlemmar ur Hanoi Rocks, Lords of the New Church och en grundare av punkbandet The Clash (Chimes), samt en vacker och eldig latino-sångerska, borde framgången ha varit säkrad. Liveskivan Coming Down Slow släpptes till ett stort mediaintresse och bandet fick många spaltmeter i musiktidningarna och syntes ofta i TV. Cherry Bombz fick de facto nästan lika mycket uppmärlsamhet som Hanoi Rocks. 
Men skivan fick ett ljummet mottagande av kritikerna och sålde dåligt. Webbsajten Sleazegrinder beskriver Cherry Bombz som ett band med alla Hanoi Rocks svagheter, men inga av deras styrkor. Främst riktades kritik mot Anita Chellemah, som inte lyckades bära upp den svulstiga musiken med sin något mediokra röst, och mot Andy McCoys låtar, som inte höll måttet, enligt kritikerna. 
Cherry Bombz splittrades redan 1987. McCoy, Nasty och Tregunna bildade det kortlivade Wylde Things, Chellemah började arbeta inom television och Chimes gav sig ut på turné med Black Sabbath.

## Medlemmar
1986
- Anita Chellemah – sång
- Andy McCoy – gitarr
- Nasty Suicide – gitarr
- Timo Kaltio – bas
- Terry Chimes – trummor

1986–1987
- Anita Chellemah – sång
- Andy McCoy – gitarr
- Nasty Suicide – gitarr
- Dave Tregunna – bas
- Terry Chimes – trummor

## Diskografi
- The Cherry Bombz (1985)
- Coming Down Slow (1987)